# غار تسوتسخواتی
غار تسوتسخواتی (گرجی: ცუცხვათის მღვიმე) یک غار در گرجستان است که در تسقالتوبو واقع شده است.